# 放水
放水指竞技比赛中，对弈方中资质、实力占优的一方出于某种原因故意示弱，输给本来实力较弱一方或与其平局的现象或行为。通常放水的原因有内幕交易、照顾关系、不让对手输得太难看或者利用规则的战术安排。与假球不同的一点是：放水的一方必须有獲勝的实力，才可算放水。

## 体育活动中放水
具体如伦敦奥运会羽毛球项目，世界排名第一的于洋/王晓理组合，被认为有意放水，以避免在后面的淘汰賽階段与本国队友遭遇；同样的，韩国组合郑景银/金荷娜也不希望淘汰赛阶段遭遇实力更强的中国组合。双方在场上失误频频，击球不是出界就是下网，以致比赛时温布利体育馆内嘘声四起。最终中国世界排名第一的组合于洋/王晓理14比21、11比21爆冷不敌韩国组合郑景银／金荷娜，屈居小组第二。

## 社会意义上的放水
放纵姑息不合规则、不达标准的个人或行为，如在考试时放寬要求，让本来不达标的人过关。
另外在经济领域中的放水通常是说“货币的量化宽松政策”。